# لانگنفلد (ماین-کبلنتس)
لانگنفلد (به آلمانی: Langenfeld) یک شهر در آلمان است که در ماین-کبلنتس واقع شده‌است. لانگنفلد ۷۴۷ نفر جمعیت دارد.